# Morava (Centraal-Europa)
De Morava (Duits: March) is een rivier in Midden-Europa. Ze ontspringt in de Sudeten en mondt na 353 km uit in de Donau. De Morava stroomt vrijwel volledig over Tsjechisch grondgebied, voor een klein deel als grens met Slowakije. Vanaf de monding van de Thaya (Tsjechisch: Dyje) vormt ze de grens tussen Oostenrijk en Slowakije. Het stroomgebied meet 26.580 km².
De bron van de Morava bevindt zich ten noordwesten van Šumperk en de monding bij Devín, ten westen van Bratislava. Aan de benedenloop bevindt zich het Marchfeld, de grootste laagvlakte van Oostenrijk.
De voornaamste stad aan de Morava is Olomouc. De rivier is de belangrijkste van Moravië, het gebied dat zijn naam dankt aan de Morava. Het dal van de rivier maakte deel uit van de Barnsteenroute, een belangrijke handelsweg tussen Noord- en Zuid-Europa.
- Gemeinsame Normdatei: 4037462-2
- Nationale Bibliotheek van Tsjechië: ge130078
- Virtual International Authority File: 238346431